# Rothschildia wagneri
Rothschildia wagneri är en fjärilsart som beskrevs av Eugène Louis Bouvier 1936. Rothschildia wagneri ingår i släktet Rothschildia och familjen påfågelsspinnare. Inga underarter finns listade.